# Aoranthe
Aoranthe là một chi thực vật thuộc họ Rubiaceae. Chi này có các loài sau (tuy nhiên danh sách này có thể chưa đủ):
- Aoranthe penduliflora, (K.Schum.) Somers